# Parks and Recreation
Parks and Recreation és una comèdia nord-americana emesa a la televisió NBC entre 2009 i 2015. La protagonista és Leslie Knope, interpretada per Amy Poehler, una funcionària pública de nivell mitjà al departament de parcs de Pawnee, una ciutat fictícia d'Indiana. Va ser creada per Greg Daniels i Michael Schur.